# R (SAB)
R är ett signum i SAB som står för idrott, lek och spel.

## RIdrott,lekochspel
- Ra Gymnastik
  - Rag Motion och konditionsträning
  - Rah Bodybuilding och styrketräning
  - Rai Yoga
  - Raj Akrobatik
- Rb Sport, skolidrott, elitidrott, doping m.m.
  - Rba Allmän idrott, friidrott
    - Rbaa Gång och löpning
      - Rbaaa Gång
      - Rbaab Löpning

    - Rbab Hopp
    - Rbac Kastsporter
    - Rbad Mångkamp

  - Rbb Boll- och kägelsport
    - Rbba Fotboll och Rugby
      - Rbbaa Fotboll
      - Rbbab Rugby

    - Rbbb Handboll, basket och volleyboll
      - Rbbba Handboll
      - Rbbbc Basket
      - Rbbbe Volleyboll

    - Rbbc Baseboll, cricket och golf
      - Rbbcb Baseboll
      - Rbbcc Cricket
      - Rbbcg Golf

    - Rbbd Racketsport
      - Rbbda Tennis
      - Rbbdb Squash
      - Rbbdd Badminton
      - Rbbde Bordtennis

    - Rbbe Bowling m.fl. precisionssporter

  - Rbc Simning, simhopp, dykning m.m.
    - Rbca Simning
    - Rbcb Simhopp
    - Rbce Dykning
    - Rbcg Vattenpolo

  - Rbd Båtsport
    - Rbda Kanotsport
    - Rbdb Rodd
    - Rbdc Segling
    - Rbdd Motorbåtsport
    - Rbde Surfing och vattenskidåkning

  - Rbe Djursport
    - Rbea Hästsport
      - Rbeaa Galoppsport
      - Rbeab Travsport m.m.
      - Rbeac Ridsport inkl. hästpolo

    - Rbej Hundsport
    - Rbem Duvsport

  - Rbf Cykel-, motor- och flygsport
    - Rbfa Cykelsport
    - Rbfb Motorcykelsport
    - Rbfc Bilsport
    - Rbfd Flygsport

  - Rbg Vintersport
    - Rbga Skidsport
      - Rbgaa Längdåkning
      - Rbgac Utförsåkning
      - Rbgae Backhoppning

    - Rbgb Skridskoåkning
      - Rbgba Konståkning

    - Rbgc Ishockey och bandy
      - Rbgca Ishockey
      - Rbgcb Bandy

    - Rbgd Övrig issport
    - Rbgj Kälk- och bobsleighåkning

  - Rbh Rullskridskor, rullbräda och rullskidor
  - Rbi Budo
    - Rbia Kendo
    - Rbib Judo
    - Rbic Karate
    - Rbid Aikido

  - Rbj Brottning
  - Rbk Boxning
  - Rbl Tyngdlyftning
  - Rbm Orienteringssport
  - Rbn Klättring
  - Rbo Friluftsliv
  - Rbq Skytte
    - Rbqa Skytte med eldhandvapen
    - Rbqb Bågskytte

  - Rbr Handikappidrott
  - Rbv Olympiska spelen
  - Rbz Särskilda idrottsutövare
- Rc Danslekar och dans
  - Rca Sång- och danslekar
  - Rcb Dans
    - Rcba Folkdans
    - Rcbb Modern dans
- Rd Spel och tidsfördriv
  - Rda Schack
  - Rdb Kortspel
    - Rdba Bridge
    - Rdbj Patiens

  - Rdc Sällskapsspel
    - Rdca Biljard
    - Rdcb Datorspel

  - Rdd Lekar
    - Rdda Frågesport
    - Rddb Gåtor, charader, rebusar
    - Rddc Korsord
    - Rddd Trollkonster, kortkonster
    - Rddf Utomhuslekar

  - Rdj Leksaker
  - Rds Samlarverksamhet
- Re Lotteri, vadhållning och tips
- Rh Scoutrörelsen